# 哈罗德·基钦
哈罗德·基钦（英語：Harold Kitching，1885年8月31日—1980年8月18日），英国男子赛艇运动员。他曾代表英国参加1908年夏季奥林匹克运动会赛艇比赛，获得男子八人单桨有舵手铜牌。